# پیمان منع جزئی آزمایش هسته‌ای
پیمان منع آزمایش هسته‌ای در جو زمین، فضای بیرونی و زیر آب به عبارت معمول پیمان منع جزئی آزمایش هسته‌ای در سال ۱۹۶۳ با هدف منع هرگونه انفجار جهت آزمایش جنگ‌افزار هسته‌ای در هر کجا غیر از زیرِ زمین تصویب شد. این پیمان به صورت خلاصه شده "پیمان ممنوعیت آزمایش محدود" و "پیمان منع آزمایش هسته‌ای" نیز گفته می‌شود. عبارت دوم، می‌تواند خلاصه شده "پیمان جامع منع آزمایش هسته‌ای" نیز فرض شود که منجر به ایجاد انگیزه در کشورها برای عضویت در این معاهده می‌شود. نظارت بر اجرای این پیمان بر عهده کمیته سازمان ملل در امور استفاده صلح‌آمیز از فضا است.
در ابتدا، بحث بر سر یک ممنوعیت جامع (حتی زیر زمین) بود. ولی به علت مسائل فنی در مورد امکان‌پذیر بودن شناسایی آزمایش در زیرِ زمین و نگرانی اتحاد جماهیر سوسیالیستی شوروی در مورد روش‌های سنجش پایبندی کشورهای عضو، به کنار گذاشته شد. انگیزه ایجاد ممنوعیت آزمایش، بر اثر فشار افکار عمومی به خاطر ازدیاد آزمایش‌های هسته‌ای و به خصوص نگرانی از بمب هیدروژنی بود. همچنین یک فرایند ممنوعیت آزمایش نیز برای کند کردن روند تکثیر سلاح‌های هسته‌ای و مسابقه تسلیحاتی هسته‌ای در نظر گرفته شده بود. پیمان منع جزئی آزمایش هسته‌ای، روند تکثیر یا رقابت تسلیحاتی را متوقف نکرد اما تصویب آن باعث کاهش چشمگیر ذرات پرتوزا در جو زمین شد.
این پیمان در ۵ اوت ۱۹۶۳ توسط دولت‌های شوروی، بریتانیا و آمریکا پیش از اینکه برای امضای دیگر کشورها گذاشته شود در مسکو امضا شد. از آن زمان تا کنون، ۱۲۳ کشور دیگر به آن پیوسته و ۱۰ کشور دیگر آن را امضا ولی هنوز در داخل کشور خود تصویب نکرده‌اند.

## پیش‌زمینه
بیشترین محرک برای این پیمان ترس مردم جهان از ورود ذرات پرتوزا به محیط زندگی عمومی از طریق آزمایش هسته‌ای در جو یا آب‌های زیرزمینی و خصوصاً افزایش قدرت جنگ‌افزارهای هسته‌ای بود. بین سال‌های ۱۹۵۲ تا ۱۹۵۳ آمریکا و شوروی اولین بمب‌های هیدروژنی خود را آزمایش کردند. در ۱۹۵۴ هر دو کشور با آزمایش‌های خود در اقیانوس آرام باعث آلودگی زیست‌محیطی بسیار و حتی آلودگی ماهیگیران ژاپنی به مواد پرتوزا شدند. در ۱۹۶۱ با انفجار بمب تزار، قوی‌ترین انفجار ایجاد شده توسط انسان در تاریخ، ثبت شد. بین ۱۹۵۱ تا ۱۹۵۸ آمریکا ۱۶۶ آزمایش، شوروی ۸۲ آزمایش و بریتانیا ۲۱ آزمایش در جو زمین انجام دادند. در این مدت، تنها ۲۲ آزمایش زیرزمینی فقط توسط آمریکا انجام شده بود.

## چگونگی اجرای پیمان

### مفاد
هدف اصلی این پیمان فراهم آوردن سریع‌ترین زمان ممکن برای رسیدن به یک توافق کلی و کامل بر سر خلع سلاح تحت کنترل شدید جامعه بین‌المللی است. هدف اصلی این پیمان، رسیدن به منع کامل آزمایش هسته‌ای (حتی در زیرِ زمین) است. پیمان منع جزئی آزمایش هسته‌ای، کشورها را از ساخت، اجاره یا تشویق دیگران به هرگونه انفجار هسته‌ای در جو، فضای بیرونی، زیر آب یا "هر انفجار هسته‌ای" دیگری که باعث ورود ذرات پرتوزا به خاک دیگر کشورهای عضو می‌شود منع می‌کند. عبارت "هر انفجار هسته‌ای دیگری" حتی انفجارهای هسته‌ای صلح‌آمیز را هم منع می‌کند. زیرا ایجاد تمایز بین آزمایش‌های نظامی بدون اقدامات امنیتی گسترده، بسیار مشکل است.

### پذیرش در جامعه بین‌الملل
تا ۱۵ آوریل ۱۹۶۳ (۶ ماه پس از اجرایی شدن پیمان) بیش از ۱۰۰ کشور به این پیمان پیوسته و ۳۹ کشور آن را تصویب یا موافقت خود را با آن اعلام کردند. تا سال ۲۰۱۶، ۱۲۶ کشور به این پیمان پیوسته و ۱۰ کشور آن را امضا کرده ولی در داخل کشور خود تصویب نکرده‌اند. ۶۹ کشور از جمله کشورهای صاحب بمب هسته‌ای مانند چین، فرانسه و کره شمالی این پیمان را امضا نکرده‌اند. آلبانی نیز که در زمان تصویب پیمان، متحد ایدئولوژیک چین بود نیز آن را امضا نکرده‌است.

### تأثیرگذاری
پیمان منع جزئی آزمایش هسته‌ای باعث آغاز تلاش‌ها برای کاهش شدید ذرات پرتوزای موجود در جو زمین شد. اگرچه این پیمان نتوانست مانع گسترش سلاح هسته‌ای شود اما به دلیل موظف کردن اعضا به انجام آزمایش فقط در زیرِ زمین، نقش مؤثری در کند شدن روند تکثیر سلاح‌های هسته‌ای داشت.
همچنین این پیمان، نخستین توافق برای کنترل سلاح‌های هسته‌ای در نیمه دوم قرن بیستم بود. از سوی دیگر، پیمان منع جزئی آزمایش هسته‌ای سنگ بنایی برای پیمان‌نامه منع گسترش سلاح‌های هسته‌ای (NPT) در سال ۱۹۶۸ بود که مرجع روشنی برای پیشرفت حاصل از این پیمان است. در طی ۱۰ سال پس از تصویب، علاوه بر پیمان منع گسترش سلاح‌های هسته‌ای، پیمان‌های دیگری مانند پیمان فضایی ماورای جو، پیمان تلاتلولکو در ۱۹۶۷، پیمان کنترل تسلیحات در کف دریا در ۱۹۷۱ و پیمان منع تولید موشک‌های ضد موشک در ۱۹۷۲ از دستاوردهای این پیمان بودند.
در اکتبر ۱۹۷۷ کشورهای بنیان‌گذار این پیمان، بحث در مورد به روزرسانی مفاد این پیمان را مطرح کردند. در اواخر دهه ۱۹۷۰، شوروی، بریتانیا و آمریکا به پیش‌نویس توافقی دست یافتند که تمامی آزمایش‌ها و حتی آزمایش‌های هسته‌ای صلح‌آمیز را منع کرده و یک سیستم سنجش تعهد اعضا، شامل بازرسی از محل را فراهم می‌آورد. با این وجود در مورد برخی جزئیات این توافق اختلاف نظرهایی وجود داشت و با آغاز ریاست جمهوری جیمی کارتر در ۱۹۸۱ این تلاش‌ها به نتیجه‌ای نرسیدند.

## موارد نقض تعهد و نشر اتفاقی ذرات
با وجود تأکید این پیمان بر تعهد اعضا، تاکنون چندین مورد نقض عمدی از بعضی کشورها دیده شده که جدیدترین آن حادثه ولا توسط اسرائیل و آفریقای جنوبی در جنوب اقیانوس اطلس در ۲۲ سپتامبر ۱۹۷۹ بوده‌است.
چند مورد از انتشار ذرات پرتوزا در جو در آمریکا یا شوروی، غیر عمدی بوده که بر اثر تهویه فضای زیرزمینی محل آزمایش، اتفاق افتاده است.